# Schäfchenplakat
Das sogenannte Schäfchenplakat war ein umstrittenes Plakat der Schweizerischen Volkspartei (SVP). Das Plakat diente der Partei als Werbung für die Eidgenössische Volksinitiative «Für die Ausschaffung krimineller Ausländer (Ausschaffungsinitiative)» sowie für den gleichzeitig stattfindenden Wahlkampf zu den Schweizer Parlamentswahlen 2007. Für den Abstimmungskampf um die Durchsetzunginitiative im Februar 2016 wurde das Plakat wiederverwendet.

## Motiv
Das Plakat liest sich diagonal von oben links nach unten rechts. Es zeigt eine rote Fläche mit weissem Kreuz, darauf stehen drei weisse Schafe, wovon eines mit seinen Hinterbeinen ein weiteres, schwarzes Schaf aus der roten Fläche hinausstösst. Unten rechts ist dem Motiv der Text «Sicherheit schaffen» sowie das Logo der Schweizerischen Volkspartei (SVP) beigefügt. Entworfen wurde das Motiv von der Zürcher Agentur Goal AG.

## Verwendung
Das Motiv des Plakates diente zunächst als Werbung für die im Juli 2007 von der SVP lancierte Ausschaffungsinitiative und war abgebildet auf einem Unterschriftenbogen, der auf den 1. August 2007 (Schweizer Nationalfeiertag) in alle Schweizer Haushalte verschickt wurde.
Gleichzeitig zur Unterschriftensammlung fand der Wahlkampf für die Parlamentswahlen vom Oktober 2007 statt. Das Motiv diente dort als Wahlplakat für die SVP.

## Kritik
Die SVP ging bei den Parlamentswahlen 2007 als grosse Siegerin hervor und bezeichnete das Motiv als Erfolg. Zudem war die Ausschaffungsinitiative mit 210'919 gültigen Unterschriften zu Stande gekommen, die Abstimmung fand am 28. November 2010 statt.
Gegner der SVP sowie Beobachter wie der UNO-Berichterstatter für Rassismus, Doudou Diène, sahen in der Kampagne einen fremdenfeindlichen bzw. rassistischen Unterton oder deuteten das Plakat als Aufruf zur Ausschaffung von Schwarzen oder von Ausländern im Allgemeinen.
In der internationalen Presse erschienen diverse Artikel und Kommentare, die denselben Standpunkt vertraten und besonders nach dem Wahlsieg der SVP vor dem wachsenden rassistischen Potenzial in der Schweizer Bevölkerung warnten.
Da das Plakat keinen Hinweis auf die Volksinitiative enthielt, liess sich das Plakat jenseits konkreter politischer Forderungen (Ausschaffung krimineller Ausländer) interpretieren. Das führte zum Vorwurf, das Motiv richte sich pauschal gegen Ausländer und Schwarze sowie dass die so entstandene Zweideutigkeit billigend in Kauf genommen werde. Die SVP bestritt dies.

## Verwendung durch andere Parteien

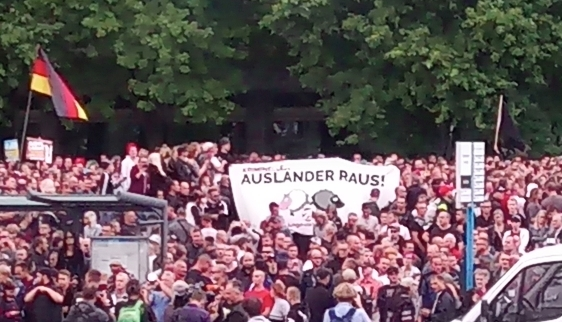
Verwendung einer reduzierten Version des «Schäfchenplakats» am 27. August 2018 in Chemnitz.

Nach dem Erfolg des Plakats in der Schweiz griff die hessische NPD diese Idee auf und verwendete ein leicht verändertes Motiv im Rahmen des Landtagswahlkampfs in Hessen (Januar 2008). Bei der SVP stiess dies auf Ablehnung, die Partei erwog eine Klage gegen die NPD. Auch die Jugendorganisation der NPD, die Jungen Nationalisten, verwendete ein Transparent mit einer reduzierten Version des ursprünglichen Plakatmotivs während der Ausschreitungen in Chemnitz 2018. Der Schöpfer des ursprünglichen Plakats, Alexander Segert, erwog auch in diesem Fall eine Klage.
Auch die spanische rechtsradikale Gruppe Democracia Nacional verwendet das Motiv, diesmal mit der spanischen Flagge als Untergrund für die weissen Schafe. Kopiert wurde das Schäfchenplakat auch von der italienischen Lega Nord, Vlaams Belang, Úsvit, Už Lietuvą Lietuvoje und von der Tschechischen Nationalpartei. Eine Variante wurde auch vom chilenischen Politiker Johannes Kaiser ohne Zustimmung verwendet. Die Goal AG kündigte daraufhin rechtliche Schritte an.
Die Sozialdemokratische Partei der Schweiz parodierte das Plakat bereits im Jahr 2007 mit einer Version, in der an Stelle des schwarzen Schafes ein Ziegenbock mit dem Gesicht von Christoph Blocher zu sehen war, mit dem Text: «Abzotteln, SVP!». Dies in Anspielung auf das Wahl-Maskottchen der SVP in Form eines lebenden Ziegenbockes namens «Zottel».